# Gabriel Roy
Pour les articles homonymes, voir Roy.
sous le surnom de Gab Roy, est un ex-humoriste et vloggeur québécois né le 14 juillet 1980 à Montréal. Il est spécialisé dans l'humour trash et a suscité plusieurs controverses.

## Biographie
Gabriel Roy a suivi quelques cours en sciences politiques et communication, et est père de quatre enfants. Il est un ancien de VJ recherché (« Video Jockey recherché »), une émission de télé-réalité à laquelle il a participé en 2009, produite par la chaîne musicale MusiquePlus. 
Il a commencé sa carrière d'humoriste en 2009 par des capsules vidéos diffusées sur sa chaîne YouTube intitulée MonPointDeVue, dans lequel il traite de sujets populaires auprès des 15-25 ans comme les modes vestimentaires, les faits divers et la sexualité humaine avec un langage cru, ce qui lui a valu des critiques de la part de ses détracteurs.
Il est à l'origine d'un “tatoo-o-thon”, organisé le 14 juin 2012 à la  place Émilie-Gamelin, une manifestation où les étudiants pouvaient se faire tatouer le carré rouge, symbole de la contestation pendant le printemps érable. 
En septembre 2011, il présente un spectacle au bar Le Trash à Saint-Hyacinthe mettant en scène une femme fontaine, l'actrice pornographique Vandal Vyxen.
Il participe fin 2012 au lancement et à la promotion du film pornographique parodique 728 agente XXX, dans lequel l’actrice Alyson Queen joue le personnage de l’agente de police Stéfanie Trudeau, rendue célèbre lors des événements de la grève étudiante de 2012. 
Il a également été un chroniqueur web à CKLX-FM. En 2013, il est vidéo-blogueur pour la plateforme trouble.voir.ca du journal Voir.
Il a arrêté toutes ses activités liées à Internet et au show business depuis le 4 avril 2014, et ce, en lien avec ses condamnations criminelles.

## Polémiques
En octobre 2012, sa responsabilité est mise en cause dans l'incendie d'un concessionnaire Kia. La veille, il avait invité les internautes à téléphoner et envoyer des courriels pour faire pression sur ce concessionnaire jugé par lui malhonnête. 
Dans le cadre de son activité pour la plateforme Trouble du journal Voir, il suscite la polémique en novembre 2013 en donnant la parole pendant une quinzaine de minutes à Dominic Pelletier, un personnage d'extrême-droite, ouvertement raciste et sexiste, sans lui apporter une contradiction jugée suffisante par certains. À la suite de la publication de cette vidéo, le chroniqueur Ianik Marcil démissionne jugeant que Voir n'a pas vocation à diffuser des propos haineux et misogynes.

## Poursuites judiciaires
Le 23 octobre 2013, il publie sur son site web une lettre ouverte adressée à la comédienne Mariloup Wolfe. Il y décrit dans des termes très crus un fantasme de relation sexuelle avec la comédienne,. Début mars 2014, plusieurs mois après les faits, cette dernière intente une poursuite de 300 000 $ contre le blogueur, pour atteinte à l’image, à la vie privée et à la dignité,. À la suite d'une entente avec la comédienne, moyennant notamment plusieurs centaines d'heures de travail bénévole auprès d'organismes luttant contre la violence faite aux femmes, la poursuite est abandonnée en décembre 2014. 
Le 1er avril 2014, une vidéo est publiée sur le site Dailymotion sous le pseudonyme « misssoleil » : on y voit une jeune femme anonyme, le visage hors du cadre de la caméra, accusant Gab Roy d'abus sexuel sur sa personne. Elle soutient qu'elle n'avait que 15 ans lorsque ce dernier aurait eu des rapports sexuels avec elle en 2010, dans un motel à Mascouche. Avant de partir, il lui aurait laissé 100 $ pour qu'elle puisse rentrer chez elle en taxi. «Bon, PV (Pat Vaillancourt) remet ça. Fou salissage going down. J'ai tout de même vérifié, aucune plainte à la police n'a été portée contre moi», avait alors réagi Gab Roy sur sa page Facebook.
Trois jours plus tard, le 4 avril 2014, Gab Roy annonce, via son blog, son retrait de la vie publique, sans toutefois évoquer la publication de cette vidéo. Il affirmera plus tard que son départ et la publication de la vidéo sont une coïncidence.
Le 6 mai, Gab Roy est arrêté par la police à la suite des accusations de la jeune femme. Le lendemain, quatre chefs d'accusation de contacts sexuels et d'incitation à des contacts sexuels sur une mineure de moins de 16 ans, et de leurre informatique, sont déposés contre lui au palais de justice de Montréal.
Le 8 mai, après avoir comparu en cour, Gab Roy est libéré sous conditions : il lui est interdit d'aller sur Internet, de naviguer sur un ordinateur, de posséder un téléphone cellulaire et de se retrouver en présence d'enfants ou de mineurs, à l'exception de ses propres enfants.
La même semaine, deux jeunes hommes, âgés de 21 et 24 ans, sont arrêtés par la Sûreté du Québec pour avoir publié, sur Internet, un document de plus de 80 pages faisant état des conversations entre Gab Roy et sa présumée victime. Ils ont été libérés sans accusation.
Le 9 mai, TVA Nouvelles  révèle que la jeune fille apparaissant sur la vidéo incriminant Gab Roy n'est pas la victime présumée, mais plutôt une adolescente, aujourd'hui âgée de 17 ans, qui a rencontré Gab Roy lors d'un spectacle dans les Laurentides il y a quelques mois. Elle n'aurait pas aimé la façon dont Gab Roy et un autre homme se sont adressés à elle durant cette soirée et est ainsi entrée en contact avec Pat Vaillancourt, un détracteur de Gab Roy, qui l'a mise en contact avec la présumée victime. Bien que les deux jeunes femmes se sont parlé à plusieurs reprises, celle apparaissant dans la vidéo affirme qu'elle n'a pas eu à convaincre la présumée victime de porter plainte.
Le 30 janvier 2015, après une suggestion commune des deux camps, il plaide coupable à des accusations de leurre et d'attouchements sexuels à l'égard d'une mineure. Il est ainsi condamné à 18 mois de prison et 2 ans de probation. Il sera également inscrit au registre des délinquants sexuels pour le reste de sa vie.

## Publication
Mon voyage en prison, BouquinBec, 292 p. (ISBN 9782981603708),